# Løvel
Løvel er en by i Midtjylland med 841 indbyggere  (2025), beliggende 6 km sydøst for Skals, 11 km syd for Møldrup og 11 km nord for Viborg. Byen ligger i Region Midtjylland og hører til Viborg Kommune.
Løvel er beliggende i Løvel Sogn. Løvel Kirke ligger i byen.
I byen er en afdeling af Sødalskolen, som består af to afdelinger i henholdsvis Løvel og Rødding. Sødalskolens afdeling i Løvel tilbyder 0. til 6. klassetrin.

## Faciliteter
- Løvel Hallen rummer i stueplan en håndboldhal, fire omklædningsrum, et mindre klub- / mødelokale og et handicaptoilet. På 1. sal er der indrettet café / klublokaler, hvortil der er adgang via løfteplatform.[2]

- Løvel Kultur- & Forsamlingshus rummer en store sal 16 x 11 meter, lille sal 9 x 5 meter max 150 personer. [3]

- En købmandsbutik er klar til en ny start, og søger en selvstændig købmand til at drive den. Byens borgere har samlet midler og oprettet et anpartsselskab for at købe ejendommen, hvor der tidligere lå en DagliBrugs.[4]

## Løvelkredsen
Løvel var valgsted i Løvelkredsen, hvilket indtil 1915 betød, at kredsens vælgere måtte møde på valgstedet i Løvel for personligt at afgive deres stemme. Fra 1915 var Løvelkredsen en opstillingskreds.
På hjørnet af Gl. Aalborgvej og Tinggade blev der i 1969 indviet en mindelund med en sten for hver af de 18 sognekommuner, hvis vælgere afgav deres stemme her, samt mindesten for de folketingsmænd, der har repræsenteret Løvelkredsen. I 1993 blev der opført et springvand i mindelunden.